# Dejan Djokic (labdarúgó)
Dejan Djokic (Walenstadt, 2000. szeptember 26. –) svájci labdarúgó, a Debreceni VSC játékosa, kölcsönben a Sion csapatától.

## Pályafutása
Djokic a svájci Walenstadt községben született. Az ifjúsági pályafutását az Ems csapatában kezdte, majd a Vaduznál folytatta.
2019-ben mutatkozott be a Vaduz másodosztályban szereplő felnőtt keretében. Először a 2019. szeptember 25-ei, Wil ellen 4–1-re elvesztett mérkőzés 81. percében, Manuel Sutter cseréjeként lépett pályára. Első gólját 2020. június 19-én, a Winterthur ellen 4–1-es győzelemmel zárult találkozón szerezte meg. A 2019–20-as szezonban feljutottak az első osztályba. 2024. július 1-jén kétéves szerződést kötött a Sion együttesével. 2024. július 21-én, a Young Boys ellen idegenben 2–1-re megnyert mérkőzésen debütált és egyben megszerezte első gólját is a klub színeiben.

## Statisztika

### Klubcsapatokban
2025. augusztus 17-i állapot szerint.
| Klub                       | Szezon   | Bajnokság              | Bajnokság | Bajnokság | Kupa  | Kupa  | Nemzetközi | Nemzetközi | Egyéb | Egyéb | Összesen | Összesen |
| Klub                       | Szezon   | Liga                   | Mérk.     | Gólok     | Mérk. | Gólok | Mérk.      | Gólok      | Mérk. | Gólok | Mérk.    | Gólok    |
| -------------------------- | -------- | ---------------------- | --------- | --------- | ----- | ----- | ---------- | ---------- | ----- | ----- | -------- | -------- |
| Vaduz                      | 2019–20  | Swiss Challenge League | 11        | 1         | 1     | 1     | —          | —          | 1     | 0     | 13       | 2        |
| Vaduz                      | 2020–21  | Swiss Super League     | 28        | 3         | —     | —     | —          | —          | —     | —     | 28       | 3        |
| Vaduz                      | 2021–22  | Swiss Challenge League | 29        | 5         | 3     | 3     | 2          | 0          | —     | —     | 34       | 8        |
| Vaduz                      | 2022–23  | Swiss Challenge League | 32        | 6         | 3     | 7     | 7          | 0          | —     | —     | 42       | 13       |
| Vaduz                      | 2023–24  | Swiss Challenge League | 36        | 14        | 4     | 6     | 2          | 0          | —     | —     | 42       | 20       |
| Vaduz                      | Összesen | Összesen               | 136       | 29        | 11    | 17    | 11         | 0          | 1     | 0     | 159      | 46       |
| Sion                       | 2024–25  | Swiss Super League     | 22        | 2         | 2     | 1     | —          | —          | —     | —     | 24       | 3        |
| Debreceni VSC (kölcsönben) | 2025–26  | NB I                   | 2         | 0         | —     | —     | —          | —          | —     | —     | 2        | 0        |
| Összesen                   | Összesen | Összesen               | 160       | 31        | 13    | 18    | 11         | 0          | 1     | 0     | 185      | 49       |

## Sikerei, díjai
Vaduz
- Swiss Challenge League
  - Feljutó (1): 2019–20

- Liechtensteini Kupa
  - Győztes (3): 2021–22, 2022–23, 2023–24